# Sessrumnir
Sessrumnir (Zitruimten) was in de Noordse mythologie een hal in Folkvangr, het paleis van Freya. Haar helft van de gesneuvelden kwam hier terecht, de andere helft behoorde Odin toe en werden Einherjar. Deze gesneuvelden werden uitgezocht door Odins schildmaagden, de Walkuren. 